# Spaceway 2
O Spaceway 2 (também conhecido por Spaceway F2) é um satélite de comunicação geoestacionário construído pela Boeing, ele está localizado na posição orbital de 99 graus de longitude oeste e é operado pela DirecTV. O satélite foi baseado na plataforma BSS-702 e sua expectativa de vida útil é de 13 anos.

## Lançamento
O satélite foi lançado com sucesso ao espaço no dia 16 de novembro de 2005, às 23:46 UTC, por meio de um veículo Ariane-5, a partir do Centro Espacial de Kourou, na Guiana Francesa, juntamente com o satélite Telkom 2. Ele tinha uma massa de lançamento de 6.116 kg.

## Capacidade e cobertura
O Spaceway 2 é equipado com 72 transponders em banda Ka para prestação de serviços de transmissão direta para a América do Norte e Havaí.